# Psaliodes lucida
Psaliodes lucida är en fjärilsart som beskrevs av Paul Dognin 1913. Psaliodes lucida ingår i släktet Psaliodes och familjen mätare. Inga underarter finns listade i Catalogue of Life.